# Enòcoa

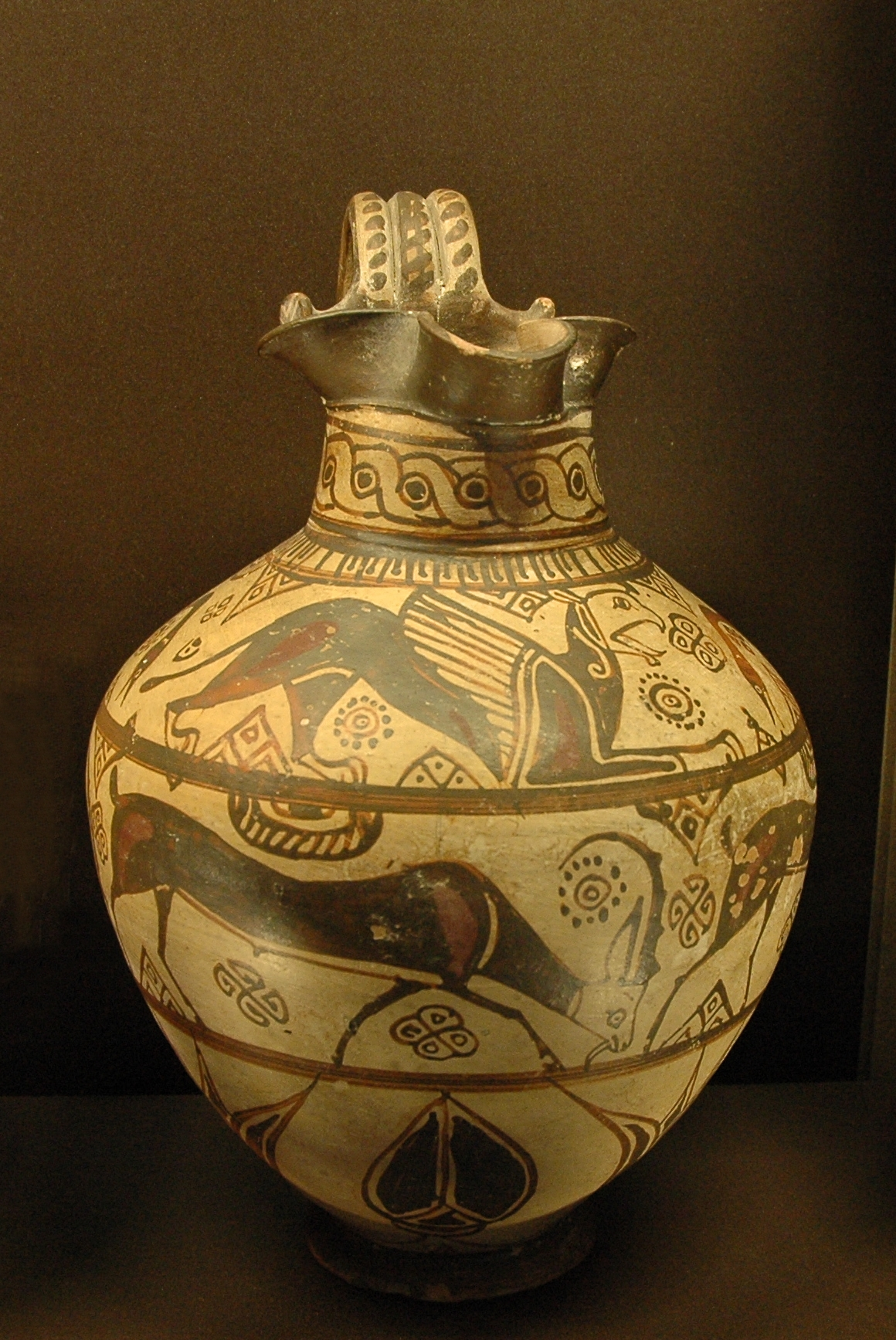
Enòcoa de broc trilobat, v. 625‑600 aC, Musée du Louvre

Una enòcoa o enòcoe (del grec antic οἰνοχόη, oinokhoe, derivat d'οἶνος, oinos, 'vi', i χέω, kheo, 'abocar') era un recipient de ceràmica de l'antiga Grècia semblant a una gerra, utilitzat per servir el vi. L'enòcoa se sucava al crater, on es barrejava el vi amb aigua, i s'abocava en un kílix o un skifos per beure.
Es caracteritzava pel seu cos oval, més o menys ample, amb una única nansa, i tenia una altura variable d'uns 20-40 cm. La forma de l'enòcoa era també variable i n'hi havia de diversos tipus, alguns amb el cos globular i amb nanses realçades respecte al broc per on s'abocava el líquid. Una de les característiques més comunes és la constituïda per la forma tripartida de l'embocadura, però també n'hi havia amb el broc en forma de bec.
L'apogeu de l'enòcoa se situa en el període geomètric, mentre que és menys freqüent en la ceràmica de figures negres i en la de figures vermelles.
Hi havia un tipus d'enòcoa més baixa i panxuda anomenada khous, que s'utilitzava sobretot durant les Antestèries, una festa atenesa en honor de Dionís.
Similar a l'enòcoa era l'olpa, una gerra més allargada i de boca rodona, típica de la ceràmica coríntia.

## Galeria d'imatges

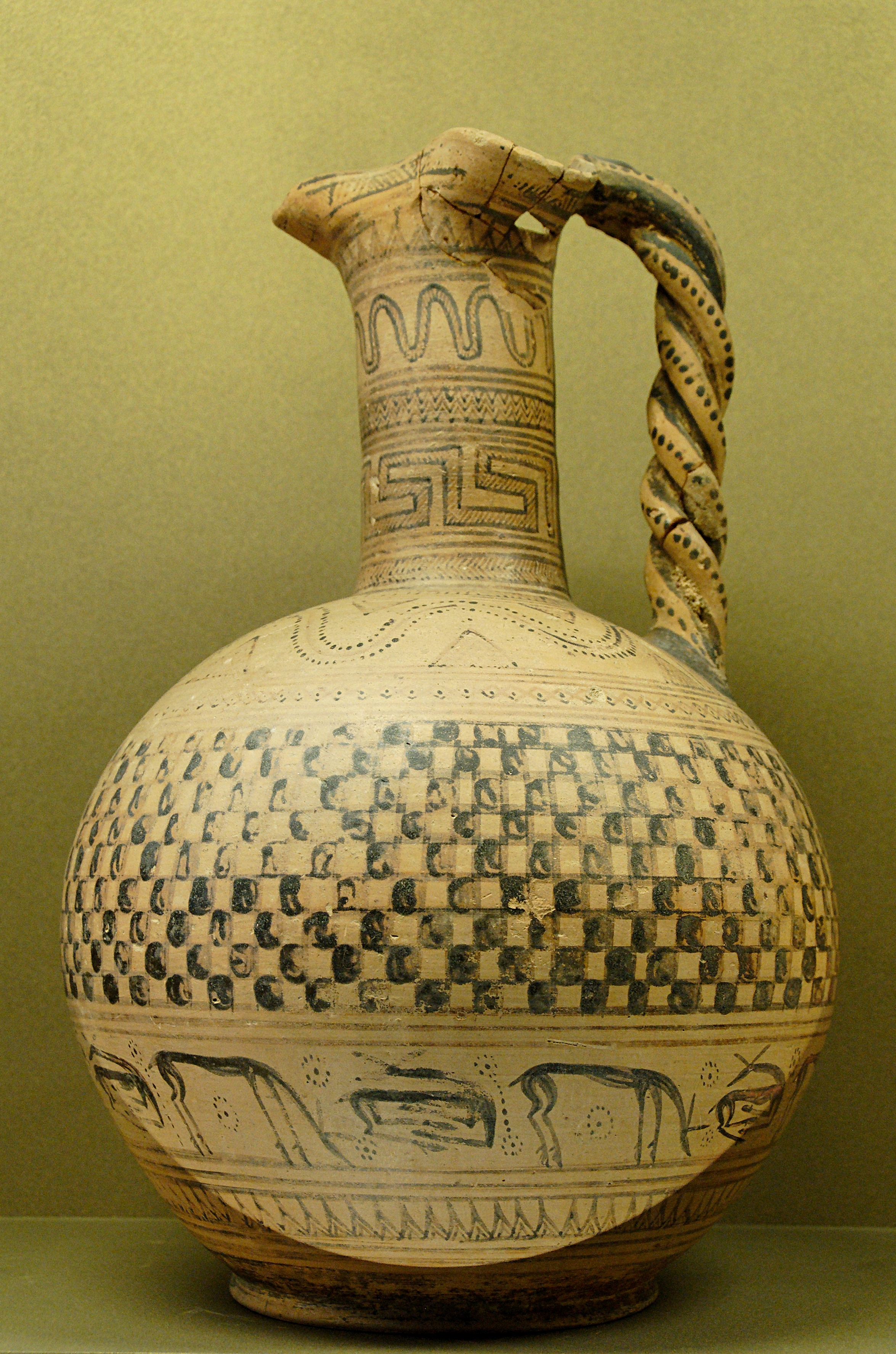
Enòcoa geomètrica (v. 750 aC)
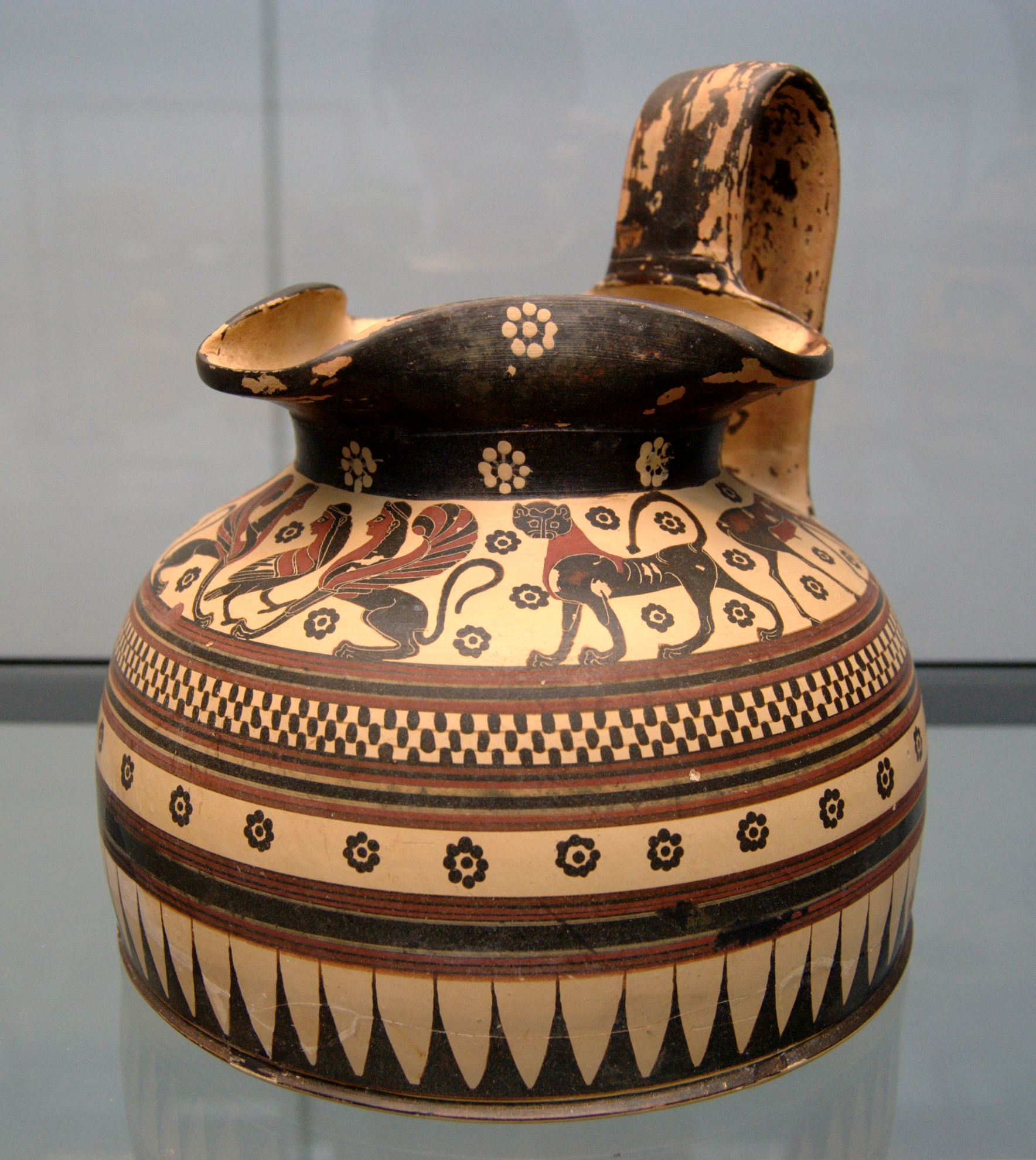
Enòcoa coríntia (v. 630 aC)
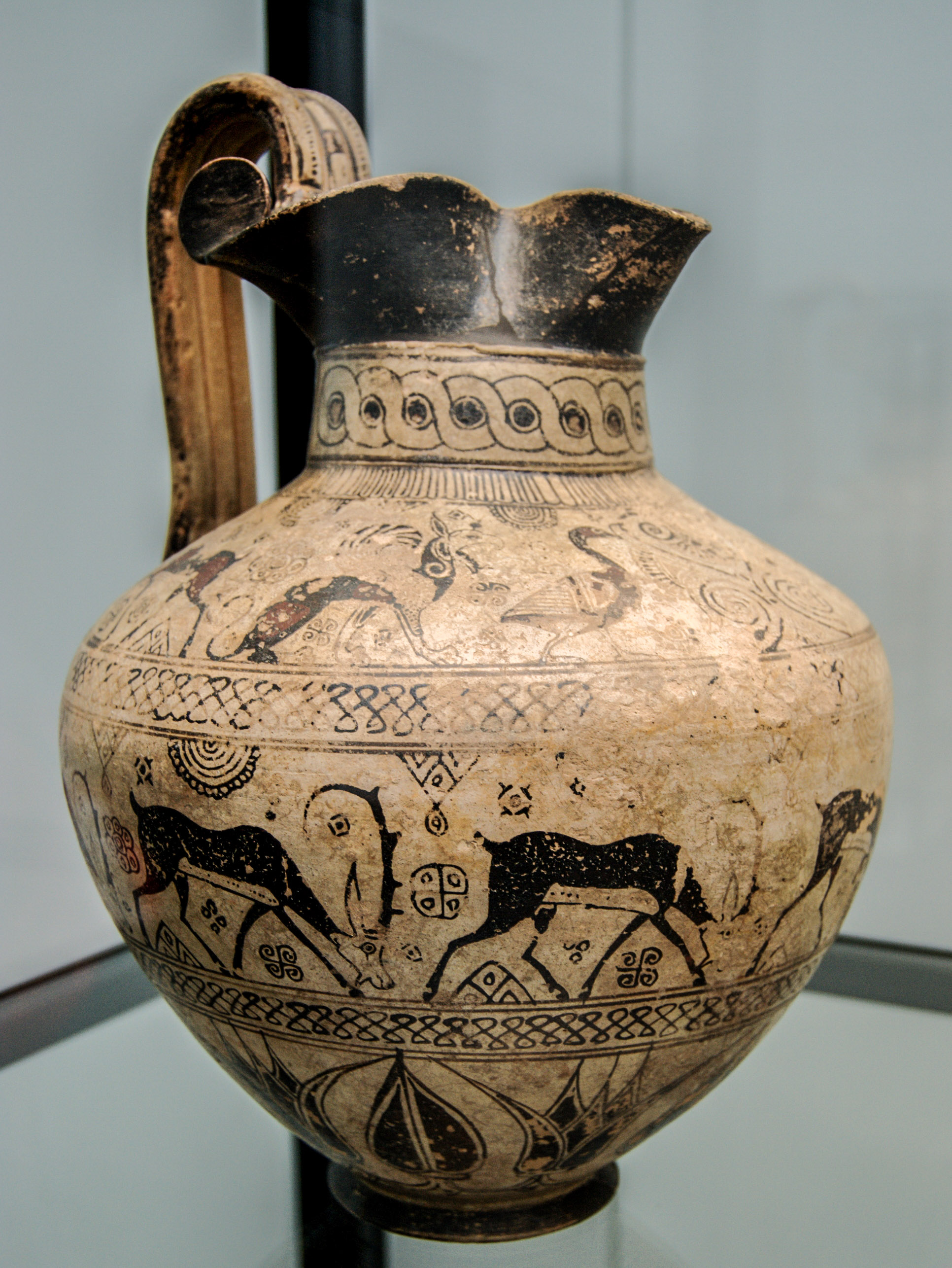
Enòcoa ròdia (630 aC)
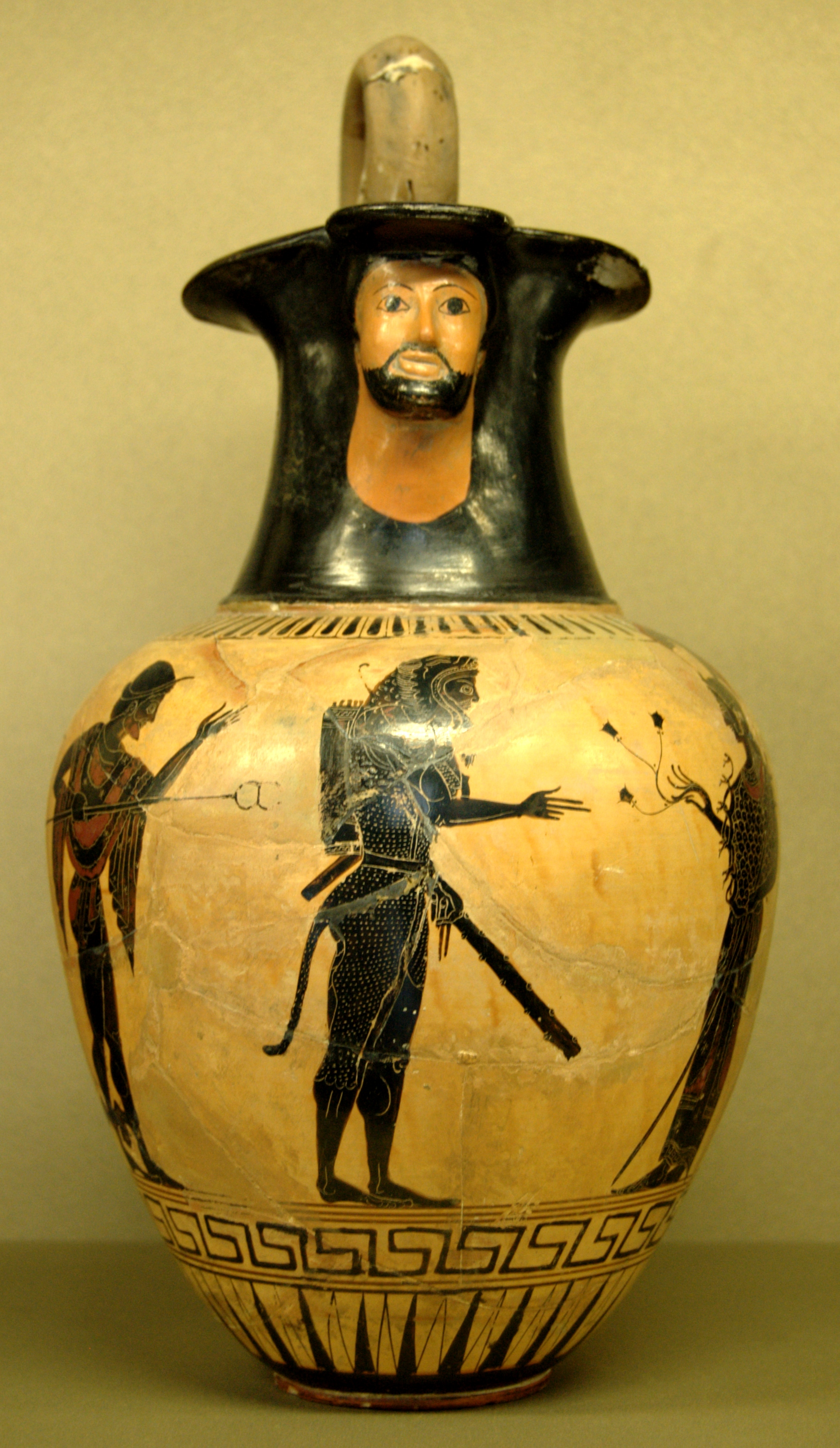
Enòcoa de figures negres (v. 520 aC)
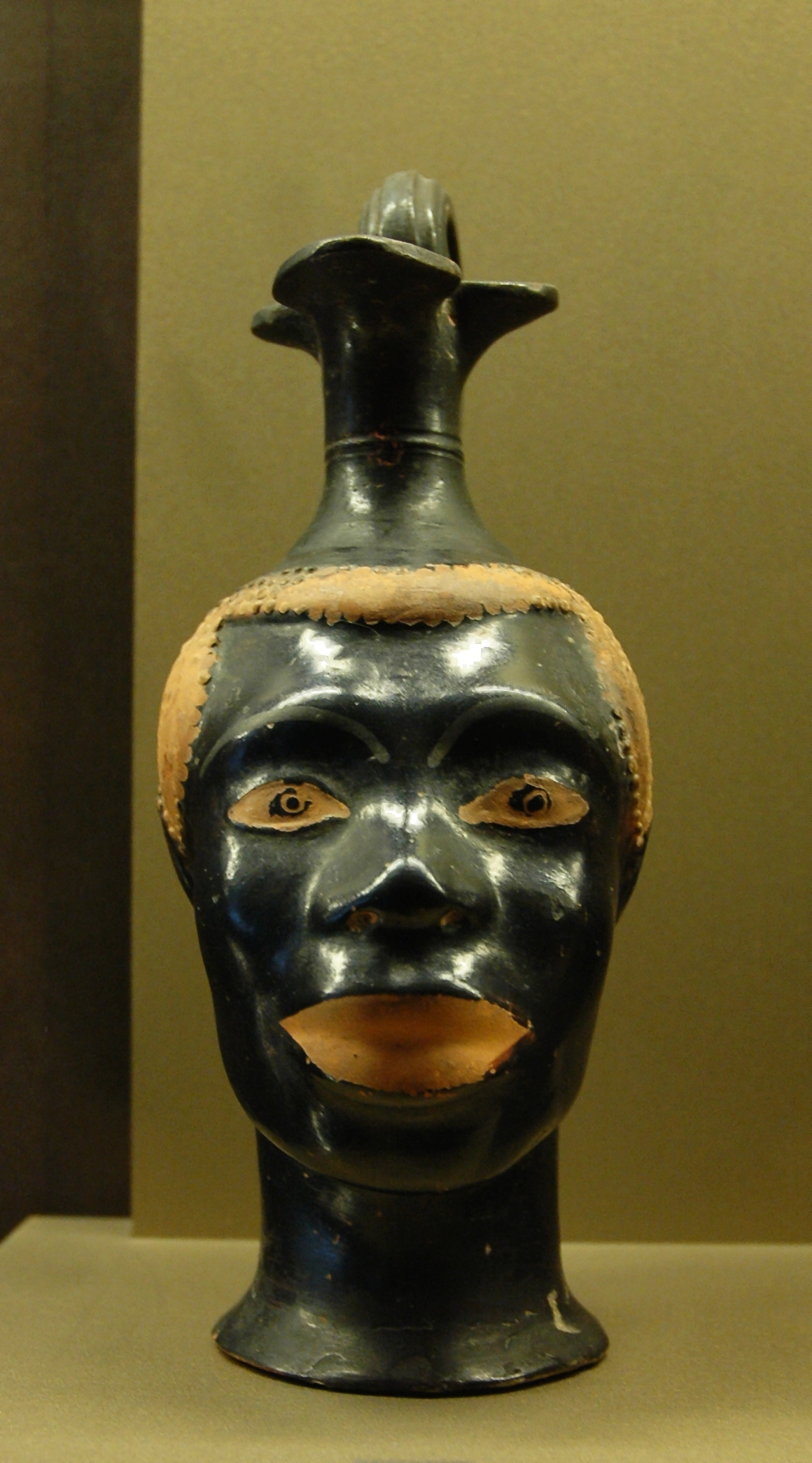
Enòcoa en forma de cap de negre (520-510 aC)
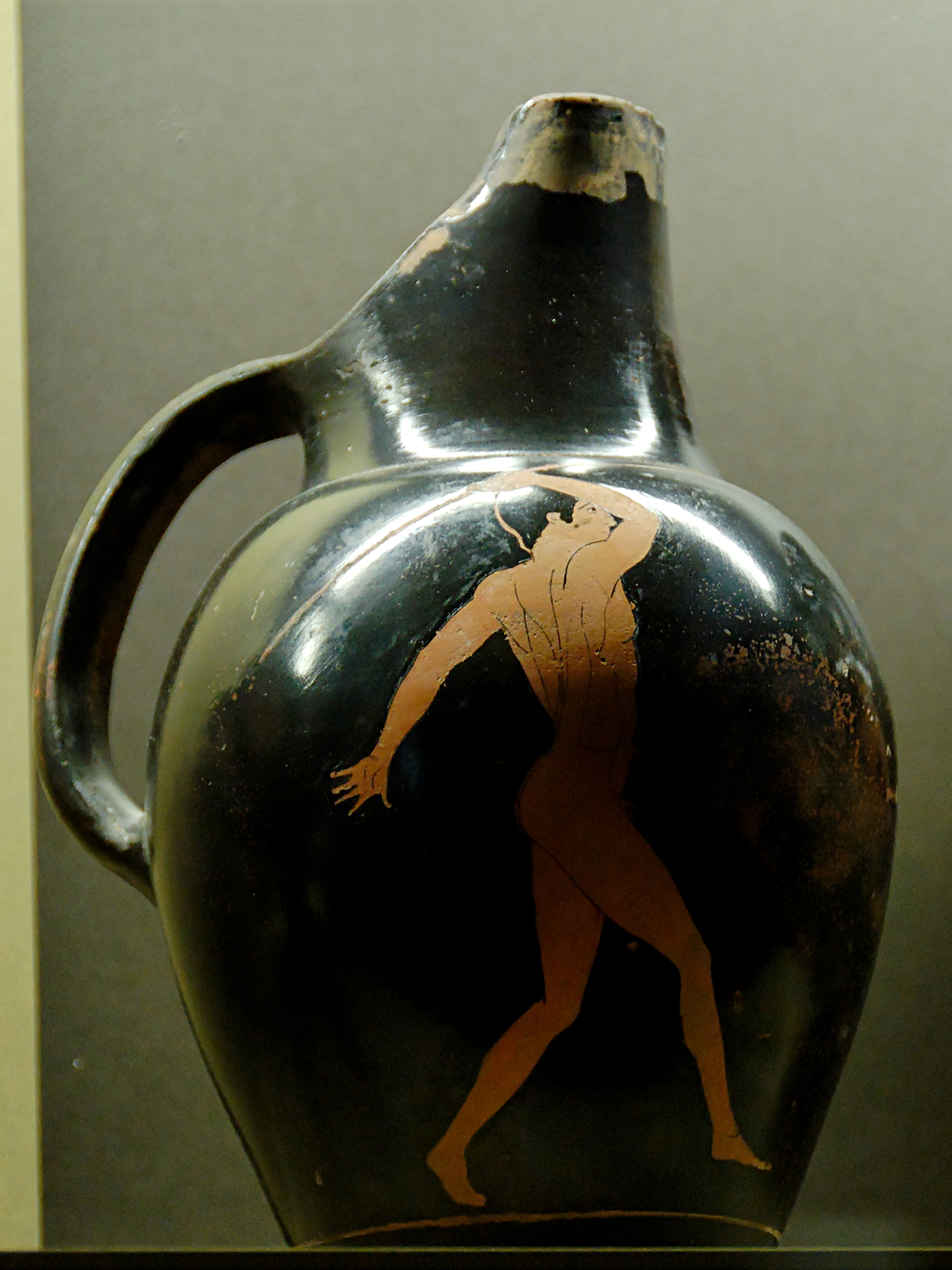
Enòcoa de figures vermelles (v. 450 aC) amb broc en forma de bec
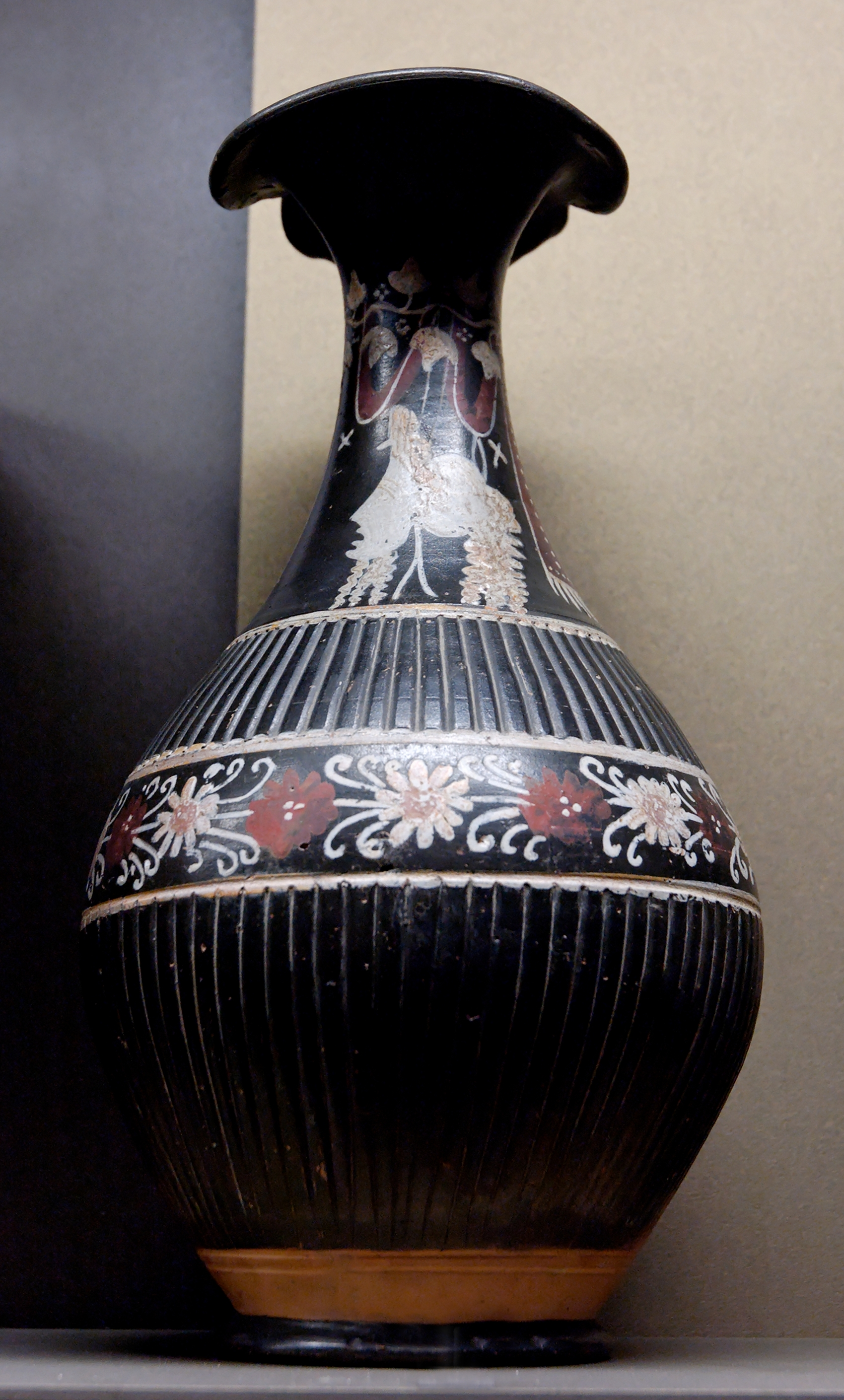
Enòcoa de ceràmica d'Egnàcia (300-290 aC)
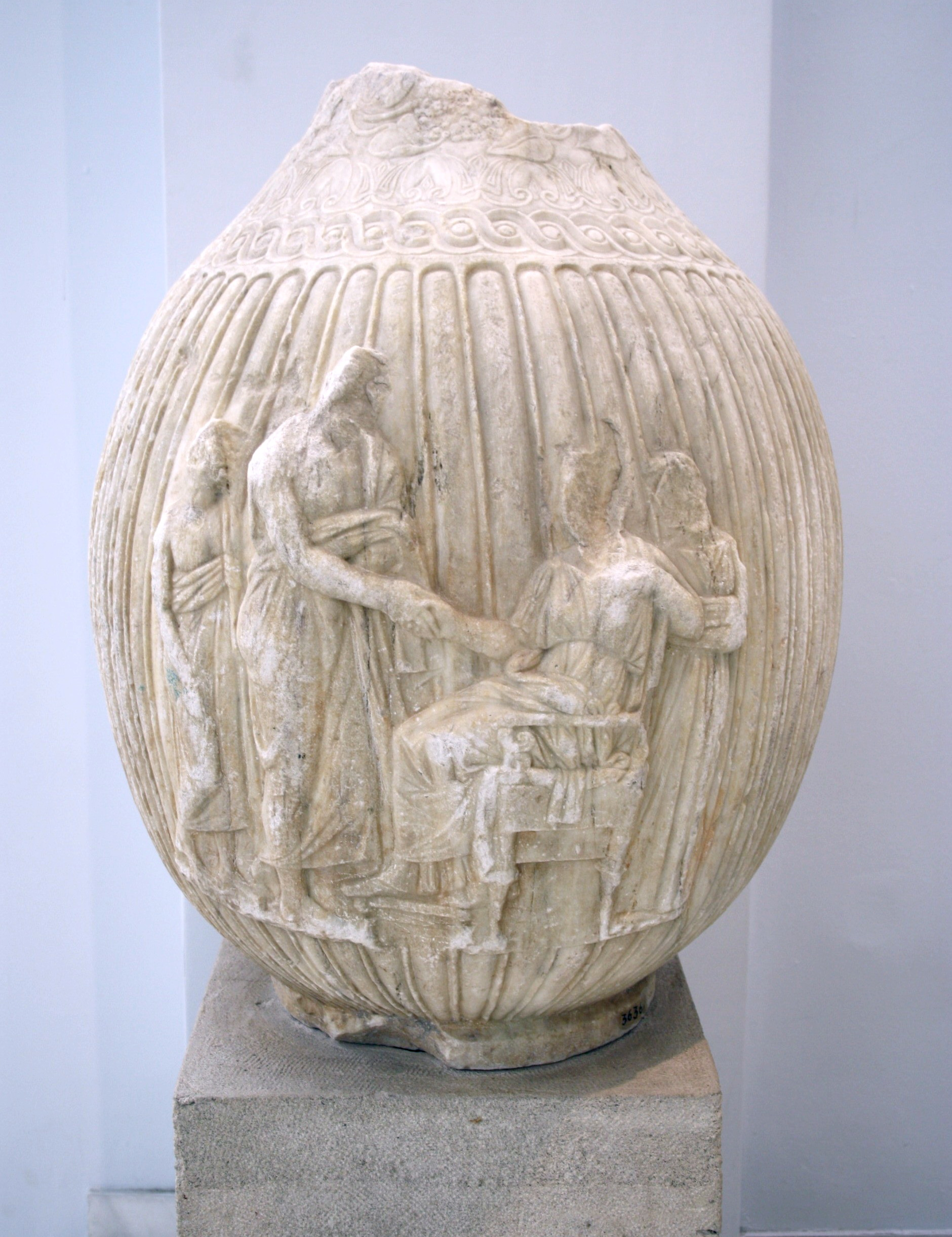
Fragment d'enòcoa funerària de marbre (segle IV aC)